# Villeroy & Boch
Villeroy & Boch es uno de los principales fabricantes del mundo de cerámica, tanto industrial como doméstica. La compañía tiene su sede en Mettlach, Alemania.

## Historia de la compañía

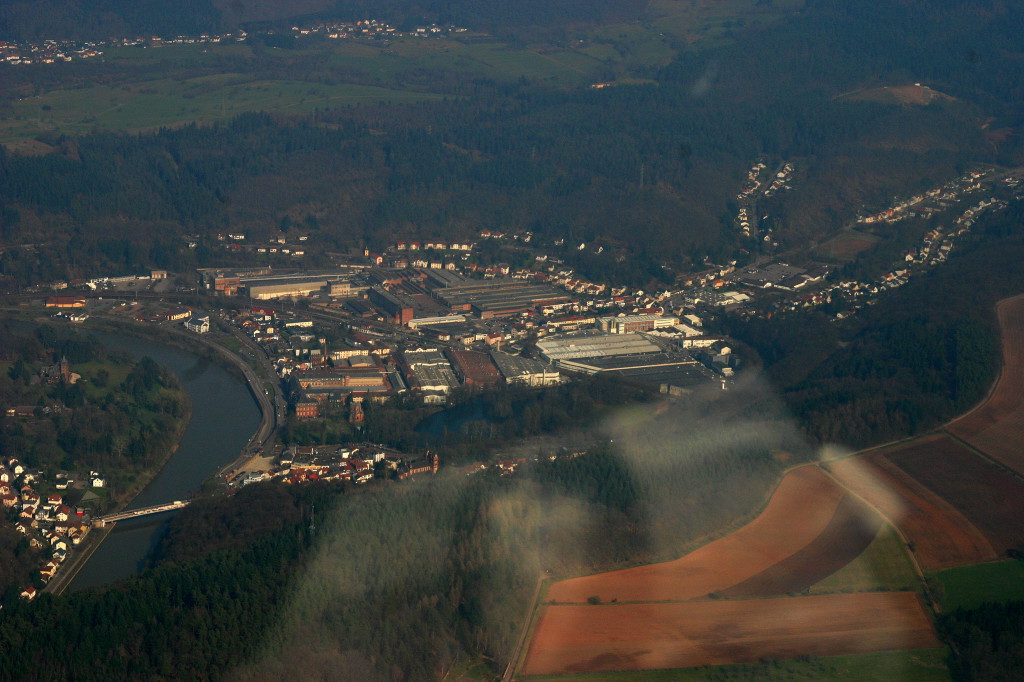
Fotografía aérea

La compañía comenzó en la pequeña localidad francesa de Audun le Tiche, donde François Boch fundó una pequeña empresa de alfarería junto a sus tres hijos en 1748. Más tarde la empresa se trasladó a Luxemburgo, donde aún hay una fábrica de porcelana. En 1801 la compañía se trasladó a la ciudad vecina de Mettlach, Alemania. El 14 de abril de 1836, la compañía de Jean François Boch se fusionó con un competidor, Nicolas Villeroy, dando así lugar a Villeroy & Boch, V&B (o simplemente 'VB'). La compañía adquiere en el año 1963 la prestigiosa fábrica de vidrios Josephinenhütte.

## Actualidad
Frank Goering, el actual director ejecutivo de la empresa, ya no pertenece a la familia fundadora, pero varios miembros de la familia trabajan en la empresa. Desde 1990 la compañía cotiza en la bolsa de Alemania, con el símbolo VIB3, pero su capital con derecho a voto sigue en manos de la familia fundadora.
La empresa es famosa en los mercados internacionales por sus innovadores diseños de baños, cerámica de mesa, cristalería y accesorios.
La empresa ha incluido también bañeras jacuzzi en su oferta con control de climatización y calentamiento por infrarrojos.

Ejemplos de productos históricos
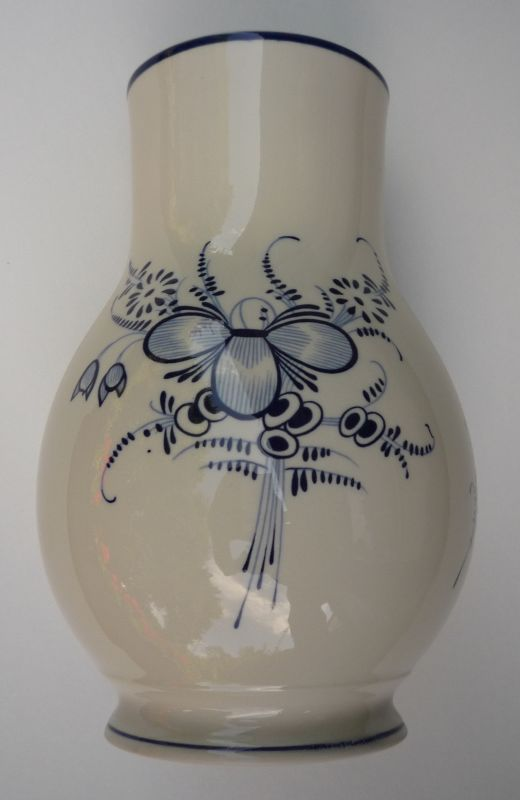
Vasija decorativa "Old Luxemburg"
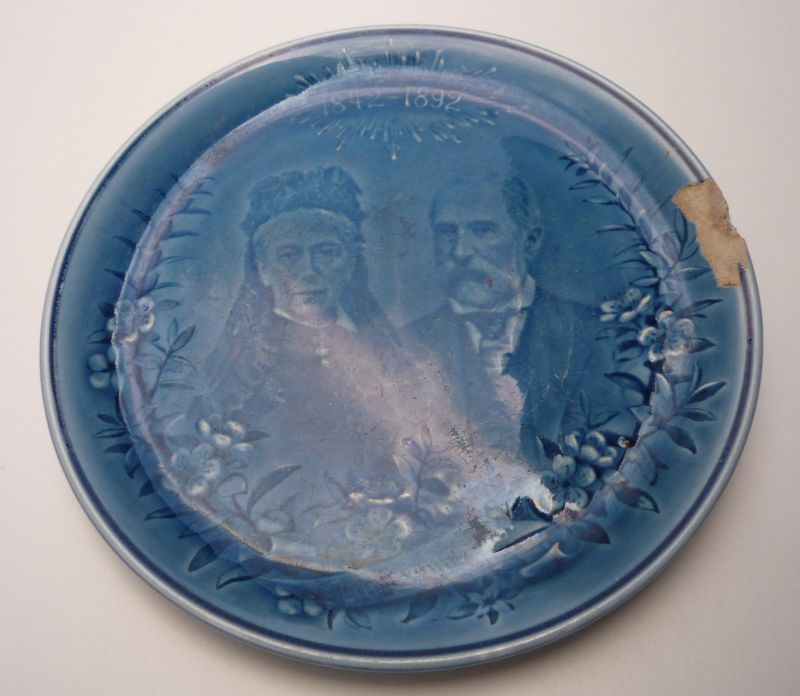
Placa conmemorativa de la bodas de oro de Eugen von Boch y su esposa Oktavie en 1892
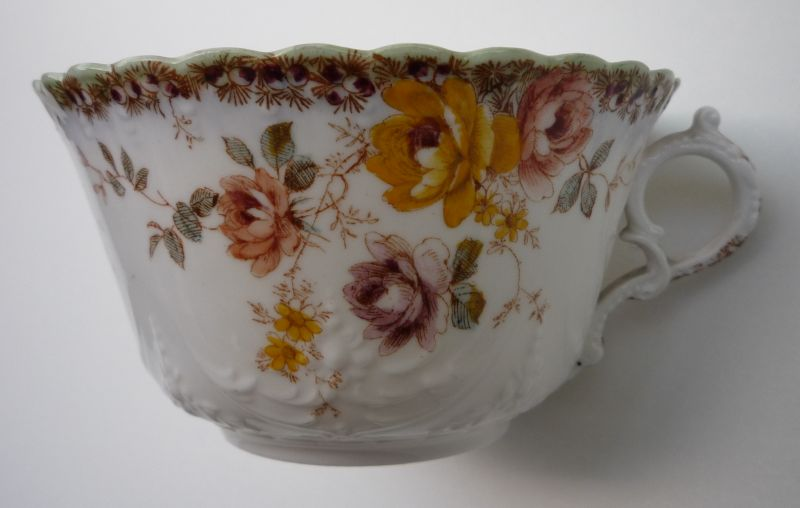
Taza de té elaborada en Wallerfangen
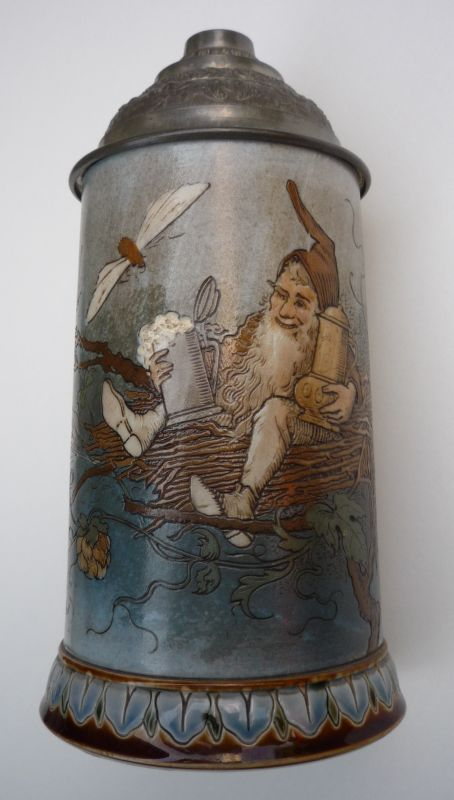
Jarrón con pedrería (diseño: Heinrich Schlitt)
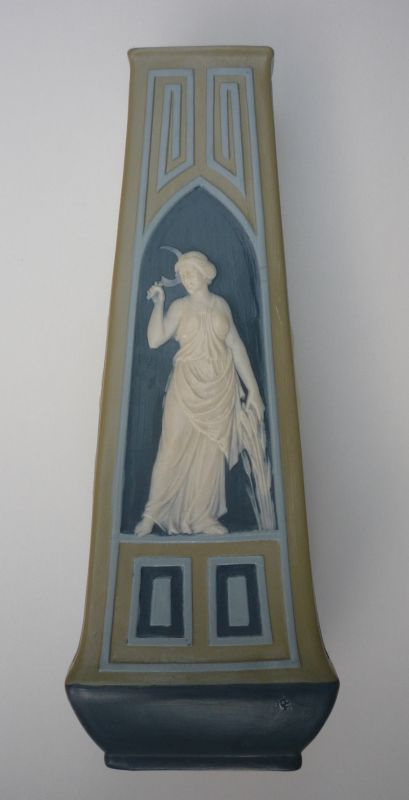
Jarrón con pedrería de phanolith
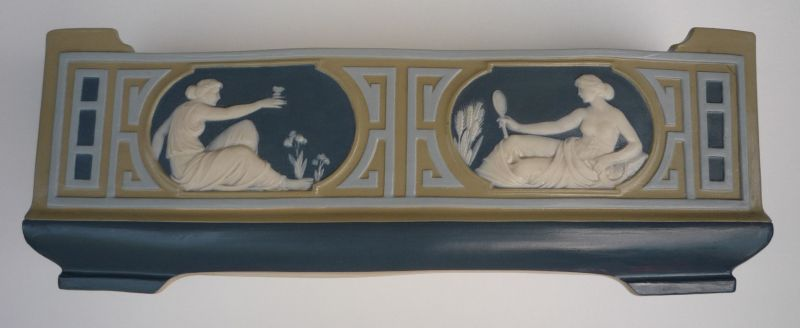
Jardinière con pedrería de phanolith
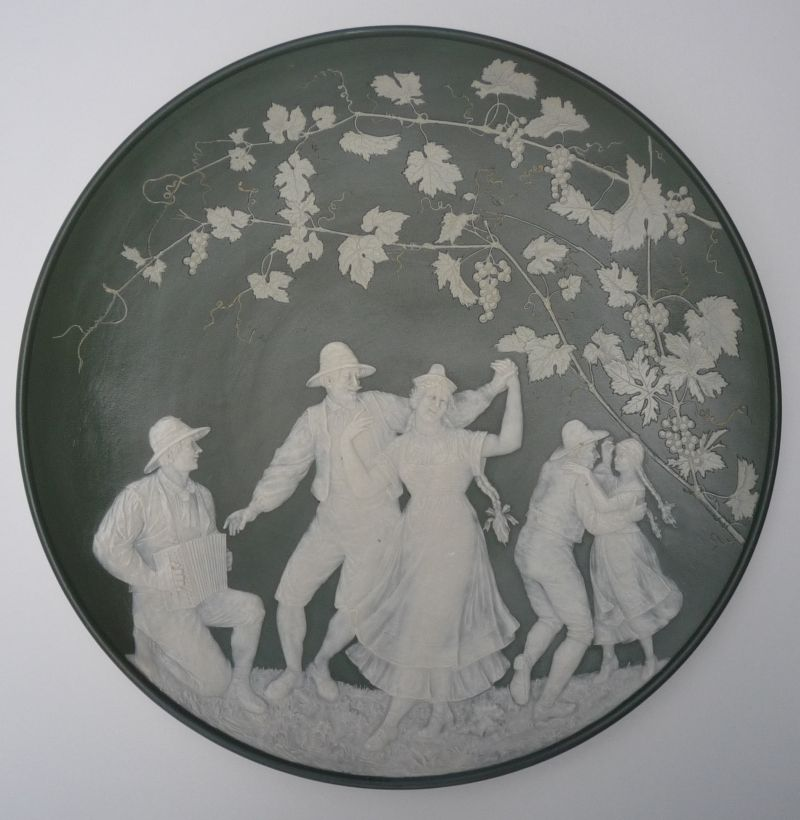
Plato mural con pedrería de phanolith
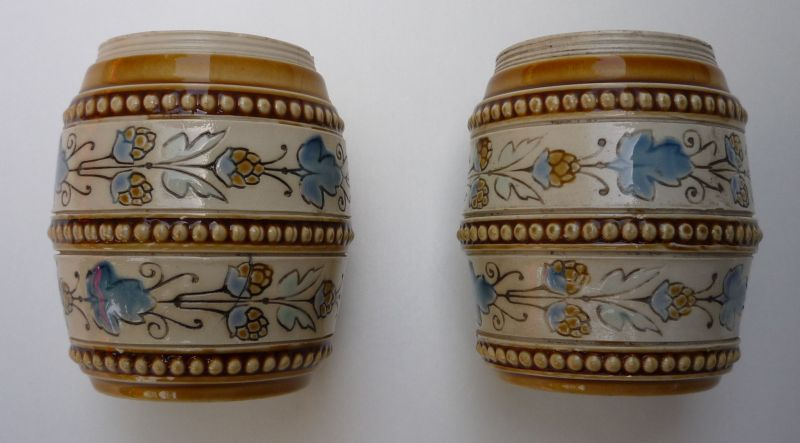
Cajas con pedrería para especias
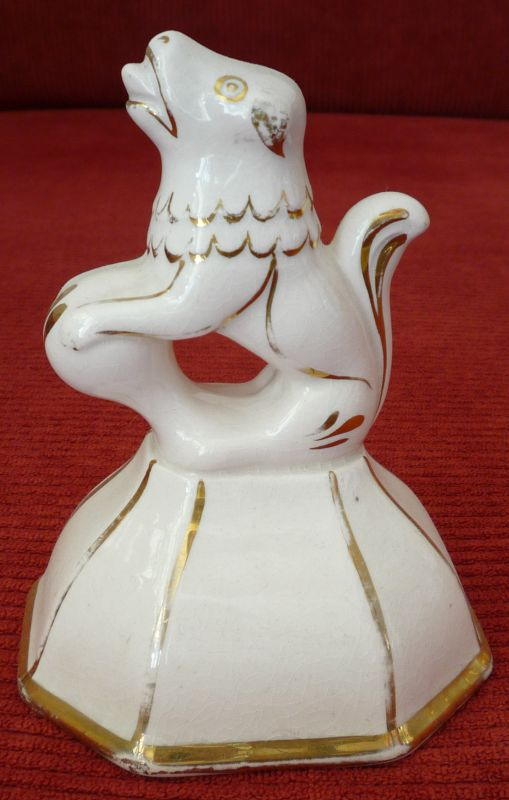
Figura de león de 1910 elaborada por un trabajador para su hijo (un artículo que tradicionalmente regalaban padres a hijos)
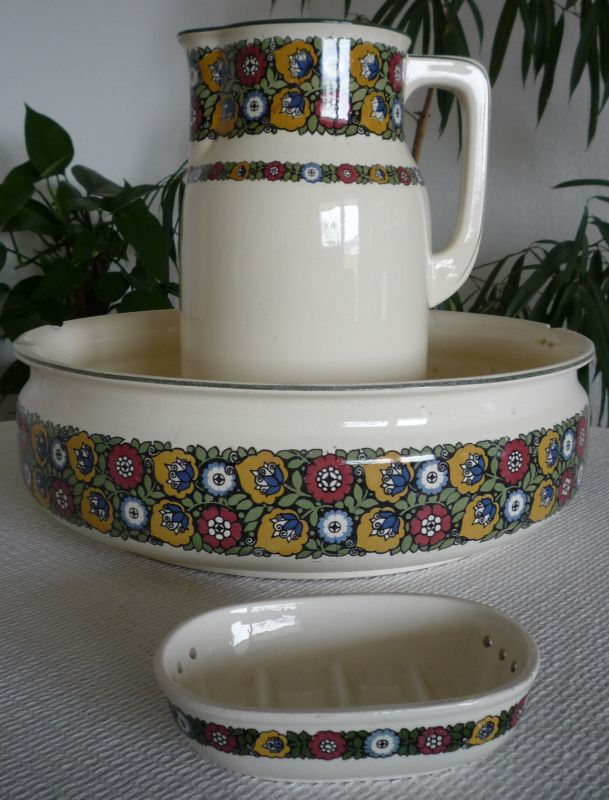
Plato para el jabón, lavabo y dosificador, diseño "Drina" (comienzo del siglo XX)
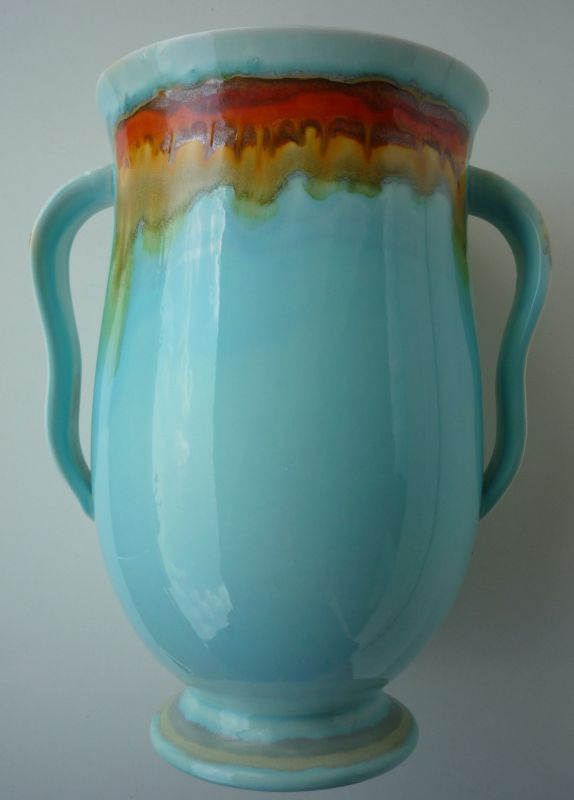
Diseño de jarrón "Adria", c. 1934
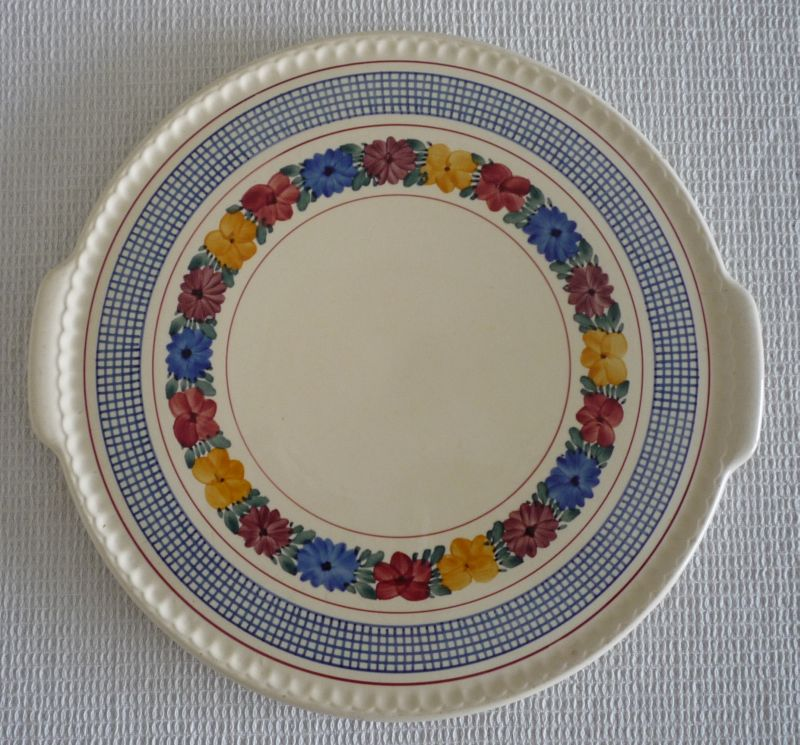
Dieseño de plato para pastel "Goslar", de mediados de los años 1930
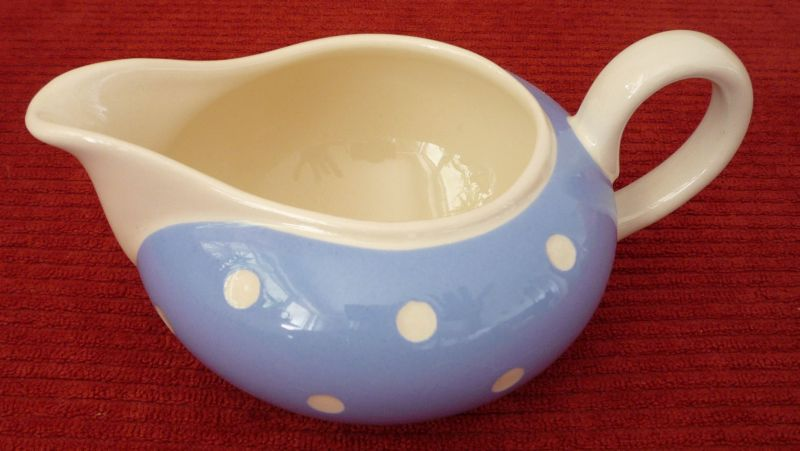
Diseño de jarra de leche "Doris", c. 1930
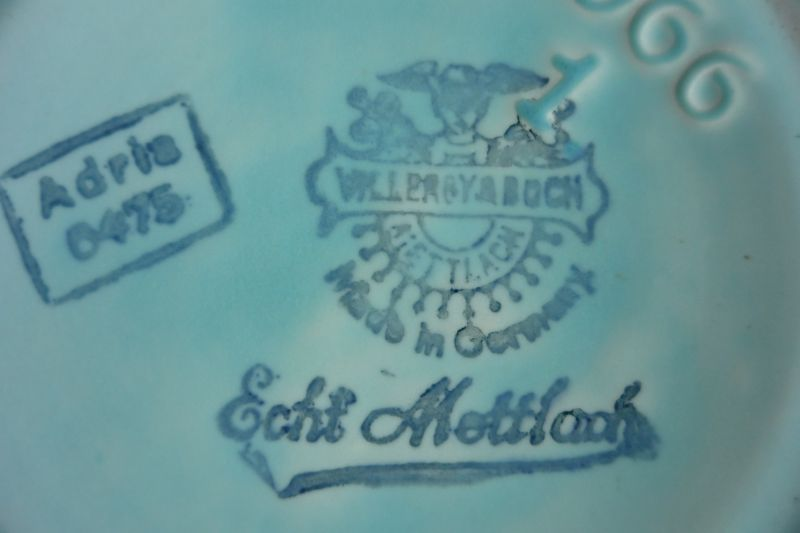
Logotipo de la compañía al fondo del jarrón, 1934
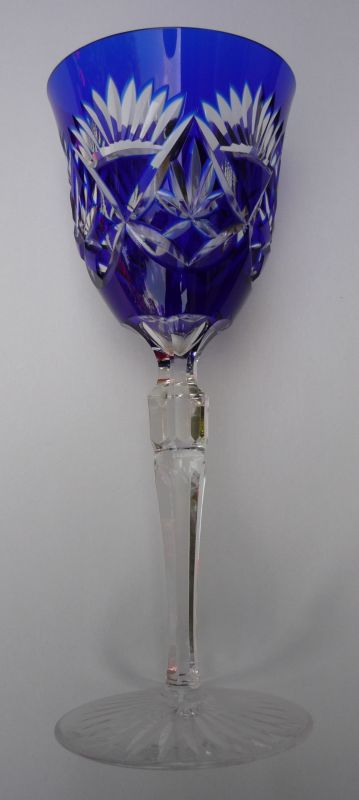
Cristal elaborado en Wadgassen